# Bahnhof Xiva
Der Bahnhof Xiva ist der Bahnhof der Stadt Xiva in Usbekistan.

## Geografische Lage
Der Bahnhof ist der Endpunkt der Stichstrecke von Urganch nach Xiva. Er liegt dort östlich des Stadtkerns und ist mit der historischen Altstadt durch einen etwa einen Kilometer langen Boulevard verbunden.

## Anlage
Bahnhof und Empfangsgebäude wurden von der Usbekischen Staatsbahn neu errichtet und im Frühjahr 2019 in Betrieb genommen. Auch der Bahnhofsvorplatz wurde neu gestaltet und mit einem großen Springbrunnen dekoriert, der nachts in bunten Farben angestrahlt wird. Zugleich wurden hier drei neue Hotels errichtet.
Der Bahnhof ist ausgelegt, um gleichzeitig 200 Reisende abfertigen zu können. Zur Ausstattung gehören getrennte Warteräume für Reisende der unteren und der oberen Wagenklassen und für „Mutter und Kind“ sowie Geschäfte.